# ルーキーチャンピオンレース
ルーキーチャンピオンレース（NC。通称・若鷲賞）は、競輪の若手選手の育成を目指して行われている、男子選手による単発レースの題名である。こでは併せて、同じ趣旨で行われる、女子選手による単発レースであるガールズ フレッシュクイーン（GFQ）についても記述する。
日本競輪選手養成所を卒業し、競輪選手資格検定にも合格したことでJKAよりプロである競輪選手として登録された者のうち、新人戦である「競輪ルーキーシリーズ」を経て（養成所早期卒業者を除く）、先輩選手に混じって7月に本格的にレースデビューしてから、「ルーキーチャンピオンレース」（男子）では最初の半年間、「ガールズ フレッシュクイーン」（女子）では最初の1年半の間、それぞれにおける競走成績や審査基準などを踏まえて出場正選手と補欠選手をそれぞれ選抜し、新人選手ナンバーワンをかけて争う一発勝負のレースである。
優勝者の中には後のGIタイトルホルダーとなった者もおり、特に男女とも第1回優勝者である海田和裕、梅川風子はのちGIタイトルホルダーとなった。このうち、「ルーキーチャンピオンレース」（男子）については『若鷲賞』とも呼ばれている。
かつては日本競輪選手養成所の候補生募集が年2回であった時期があり、その際はそれに合わせルーキーチャンピオンレースも年2回開催されていたが、現在は年1回募集であるため、「ルーキーチャンピオンレース」「ガールズ フレッシュクイーン」のいずれも年1回・3月に開催される。
「ルーキーチャンピオンレース」は3月に開催されるいずれかの記念競輪（GIII）最終日（4日目）第6レースまたは第9レースにて、「ガールズ フレッシュクイーン」は3月下旬に開催されるウィナーズカップ最終日（4日目）にて、特別レース（企画レース）として実施される。なお、「ルーキーチャンピオンレース」では過去に第35回がオールスター競輪（GI）2日目7Rに内包されて実施されたこともあった。

## ルーキーチャンピオンレース
65 - 100期と、101期以降の奇数期となる男子選手によるレースで、デビュー当年度の選手が対象となる。毎年7月以降に本格デビューした選手の中から同年12月までの半年間の競走成績により、開催時の在籍級班が上位の者から、同一級班の場合は選考期間における平均競走得点上位者の選手を対象に（選考期間における平均競走得点が同点であった場合は、選考期間における選考用賞金獲得額上位者を上位とする）、運営調整部会において品性、技能ともに優秀な出場正選手9名・補欠選手2名を選抜する。2025年度からは、女子オールスター競輪のアンダーカードとして行われる「競輪ルーキーシリーズプラス」優勝者にも出場権を付与する。
但し、以下に該当する場合は選考から除外されるほか、正選手・補欠選手として選考されたあとでも以下に該当した場合は出場を取り消される。
- 選考期間における出走回数が18未満（オリンピック等への出場や日本自転車競技連盟公認の選手強化合宿訓練参加による公休がある場合は別途審議）
  - 天災その他施行者の責めに帰することができない理由により、広域かつ相当期間の開催中止があった場合は、運営調整部会で審議の上、「特別競輪等出場選手の選抜方法に関する申し合わせ」の規定に準じて、最低出走回数を減じることがある。
- 選考期間中の失格が2回以上
- 選手選考時において「競輪に係る業務の方法に関する規程」第134条に定める出場あっせん保留、身体検査未受検による出場あっせん保留の措置を受けている場合
- 本レースの開催月において「競輪に係る業務の方法に関する規程」第135条に定める出場あっせん停止、第142条に定める出場あっせんをしない処置、または日本競輪選手会より自粛の措置を受ける場合
- 本レースを主催する施行者から開催期間に出場あっせん辞退を受けている場合

男子戦はS級A級混合という扱いで行われている。1990年8月11日に第1回が65期生を対象として行われ、のちにタイトルホルダーともなった海田和裕が優勝した。なお、76期生を対象とした第12回までは、それまで行われていた新人戦「新人リーグ」での成績上位9名が出場選手として選抜されていた。

## ガールズ フレッシュクイーン
112期以降の女子選手（いずれも偶数期）が対象。基本的に毎年7月以降の本格デビューから2年未満のガールズケイリン選手のうち、選考期間（毎年7月 - 12月の6か月間）中の競走成績により、正選手7名・補欠選手1名を選抜する。そのため、デビュー後2度出走のチャンスがあることになるが、デビュー当年で優勝した場合、2年目の当レースに出走することはできない。
選考基準は以下の通り
1. 前年の競輪ルーキーシリーズプラス優勝者
2. 選考期間における平均競走得点上位者

- 同点の場合は、選考期間における選考用賞金獲得額上位者を優先

2025年度からは男子と同じく、女子オールスター競輪のアンダーカードとして行われる「競輪ルーキーシリーズプラス」優勝者にも出場権を付与することとなった。
ガールズケイリンにおけるGIが導入される前の2022年時点におけるガールズケイリン特別競走の一つであり、レース名称については事前公募の上、「ガールズ フレッシュクイーン」と決定した。格付けはFII。2024年の第6回大会までの優勝者は、同じくガールズケイリン特別競走であった、同年7月に開催されるガールズケイリンフェスティバルの出場権を得ることができた（「ガールズケイリンフェスティバル」は2024年をもって終了）。
2019年4月14日の高知記念（GIII）内包として初開催された。第1回は112期・114期を対象として行われ、梅川風子が優勝した。
なお、2020年の第2回は、当初はCOVID-19の影響と緊急事態宣言の対象地区に開催場の西武園競輪場が入っていたため一時は開催中止となったが、11月3日に防府競輪場第6レースにて改めて行われた。2021年の第3回は、当初第2回を開催予定であった西武園で改めて行われた。
2025年3月（2024年度開催）の第7回より、「ウィナーズカップ」最終日に実施する。

## 賞金
近年の各着順における賞金額は、以下の通り。
ルーキーチャンピオンレース
| 大会             | 1着       | 2着      | 3着      | 4着      | 5着      | 6着      | 7着      | 8着      | 9着      |
| ---------------- | --------- | -------- | -------- | -------- | -------- | -------- | -------- | -------- | -------- |
| 第47回（2023年） | 125.4万円 | 62.7万円 | 44.8万円 | 37.0万円 | 31.4万円 | 28.0万円 | 24.6万円 | 22.4万円 | 20.2万円 |
| 第48回（2024年） | 136.7万円 | 68.3万円 | 48.8万円 | 40.3万円 | 34.2万円 | 30.5万円 | 26.8万円 | 24.4万円 | 22.0万円 |
| 第49回（2025年） | 142.2万円 | 71.0万円 | 50.8万円 | 41.9万円 | 35.6万円 | 31.7万円 | 27.9万円 | 25.4万円 | 22.9万円 |

ガールズ フレッシュクイーン
| 大会                            | 1着      | 2着      | 3着      | 4着      | 5着      | 6着     | 7着     |
| ------------------------------- | -------- | -------- | -------- | -------- | -------- | ------- | ------- |
| 第4回（2022年）                 | 38.0万円 | 19.1万円 | 12.3万円 | 10.0万円 | 9.1万円  | 8.6万円 | 8.2万円 |
| 第5回（2023年）                 | 41.1万円 | 20.8万円 | 13.4万円 | 10.9万円 | 9.9万円  | 9.4万円 | 8.9万円 |
| 第6回（2024年） 第7回（2025年） | 43.1万円 | 21.6万円 | 13.9万円 | 11.3万円 | 10.3万円 | 9.8万円 | 9.3万円 |

## 過去の優勝者
| 回 | 開催日         | 開催場   | 出場資格 | 優勝者       |
| -- | -------------- | -------- | -------- | ------------ |
| 1  | 1990年8月11日  | 西武園   | 65期     | 海田和裕     |
| 2  | 1990年12月3日  | 静岡     | 66期     | 岡部芳幸     |
| 3  | 1991年8月9日   | 西武園   | 67期     | 吉川和広     |
| 4  | 1991年12月3日  | 千葉     | 68期     | 玉木勝美     |
| 5  | 1992年8月11日  | 西武園   | 69期     | 中村淳       |
| 6  | 1992年12月11日 | 一宮     | 70期     | 吉田哲也     |
| 7  | 1993年8月9日   | 前橋     | 71期     | 那須久幸     |
| 8  | 1993年12月13日 | 熊本     | 72期     | 福永辰二     |
| 9  | 1994年8月9日   | 玉野     | 73期     | 三村学       |
| 10 | 1994年12月6日  | 千葉     | 74期     | 小嶋敬二     |
| 11 | 1995年8月7日   | 西武園   | 75期     | 片山弘城     |
| 12 | 1995年12月4日  | 前橋     | 76期     | 久保田敦     |
| 13 | 1996年12月29日 | 立川     | 77期     | 小野俊之     |
| 14 | 1997年4月8日   | 名古屋   | 78期     | 齋藤秀昭     |
| 15 | 1997年12月29日 | 立川     | 79期     | 八日市屋浩之 |
| 16 | 1998年4月21日  | 松戸     | 80期     | 吉村浩二     |
| 17 | 1999年4月4日   | 平塚     | 81期     | 伊勢崎彰大   |
| 18 | 1999年12月29日 | 立川     | 82期     | 宮越孝治     |
| 19 | 2000年4月18日  | 京王閣   | 83期     | 神田大介     |
| 20 | 2000年12月29日 | 立川     | 84期     | 石毛克幸     |
| 21 | 2001年4月11日  | 小倉     | 85期     | 加藤圭一     |
| 22 | 2002年4月29日  | 平塚     | 86期     | 原真司       |
| 23 | 2003年4月24日  | 宇都宮   | 87期     | 内田慶       |
| 24 | 2004年3月7日   | いわき平 | 88期     | 永井清史     |
| 25 | 2005年3月7日   | 松山     | 89期     | 明田春喜     |
| 26 | 2006年3月5日   | 熊本     | 90期     | 松岡貴久     |
| 27 | 2007年3月11日  | 玉野     | 91期     | 菅田壱道     |
| 28 | 2008年3月4日   | 名古屋   | 92期     | 稲吉悠大     |
| 29 | 2008年8月31日  | 向日町   | 93期     | 今井裕介     |
| 30 | 2009年4月5日   | 川崎     | 94期     | 関根彰人     |
| 31 | 2009年9月6日   | 豊橋     | 95期     | 芦澤辰弘     |
| 32 | 2010年4月18日  | 武雄     | 96期     | 深谷知広     |
| 33 | 2010年9月26日  | 岐阜     | 97期     | 松岡篤哉     |
| 34 | 2011年6月25日  | 高知     | 98期     | 箱田優樹     |
| 35 | 2011年9月1日   | 岐阜     | 99期     | 猪俣康一     |
| 36 | 2012年3月18日  | 玉野     | 100期    | 井上将志     |
| 37 | 2013年4月6日   | 川崎     | 101期    | 吉澤純平     |
| 38 | 2014年3月8日   | 松山     | 103期    | 野原雅也     |
| 39 | 2015年4月12日  | 西武園   | 105期    | 畑段嵐士     |
| 40 | 2016年4月17日  | 高知     | 107期    | 新山響平     |
| 41 | 2017年3月28日  | 松阪     | 109期    | 酒井拳蔵     |
| 42 | 2018年3月11日  | 玉野     | 111期    | 南潤         |
| 43 | 2019年3月10日  | 松山     | 113期    | 宮本隼輔     |
| 44 | 2020年3月8日   | 玉野     | 115期    | 朝倉智仁     |
| 45 | 2021年3月14日  | 大垣     | 117期    | 山口拳矢     |
| 46 | 2022年3月6日   | 名古屋   | 119期    | 犬伏湧也     |
| 47 | 2023年3月12日  | 松山     | 121期    | 安彦統賀     |
| 48 | 2024年3月10日  | 松山     | 123期    | 篠田幸希     |
| 49 | 2025年3月9日   | 玉野     | 125期    | 阿部英斗     |

| 回 | 開催日        | 開催場   | 出場資格     | 優勝者              |
| -- | ------------- | -------- | ------------ | ------------------- |
| 1  | 2019年4月14日 | 高知     | 112期・114期 | 梅川風子（112期）   |
| 2  | 2020年11月3日 | 防府     | 114期・116期 | 久米詩（116期）     |
| 3  | 2021年4月18日 | 西武園   | 116期・118期 | 増田夕華（118期）   |
| 4  | 2022年4月10日 | 平塚     | 118期・120期 | 尾方真生（118期）   |
| 5  | 2023年4月9日  | 高知     | 120期・122期 | 小泉夢菜（122期）   |
| 6  | 2024年4月14日 | 高知     | 122期・124期 | 畠山ひすい（122期） |
| 7  | 2025年3月23日 | 伊東温泉 | 124期・126期 | 熊谷芽緯（124期）   |
| 8  | 2026年3月22日 | 防府     | 126期・128期 |                     |
| 8  | 2027年3月22日 | 大垣     | 128期・130期 |                     |